# Joint Precision Airdrop System

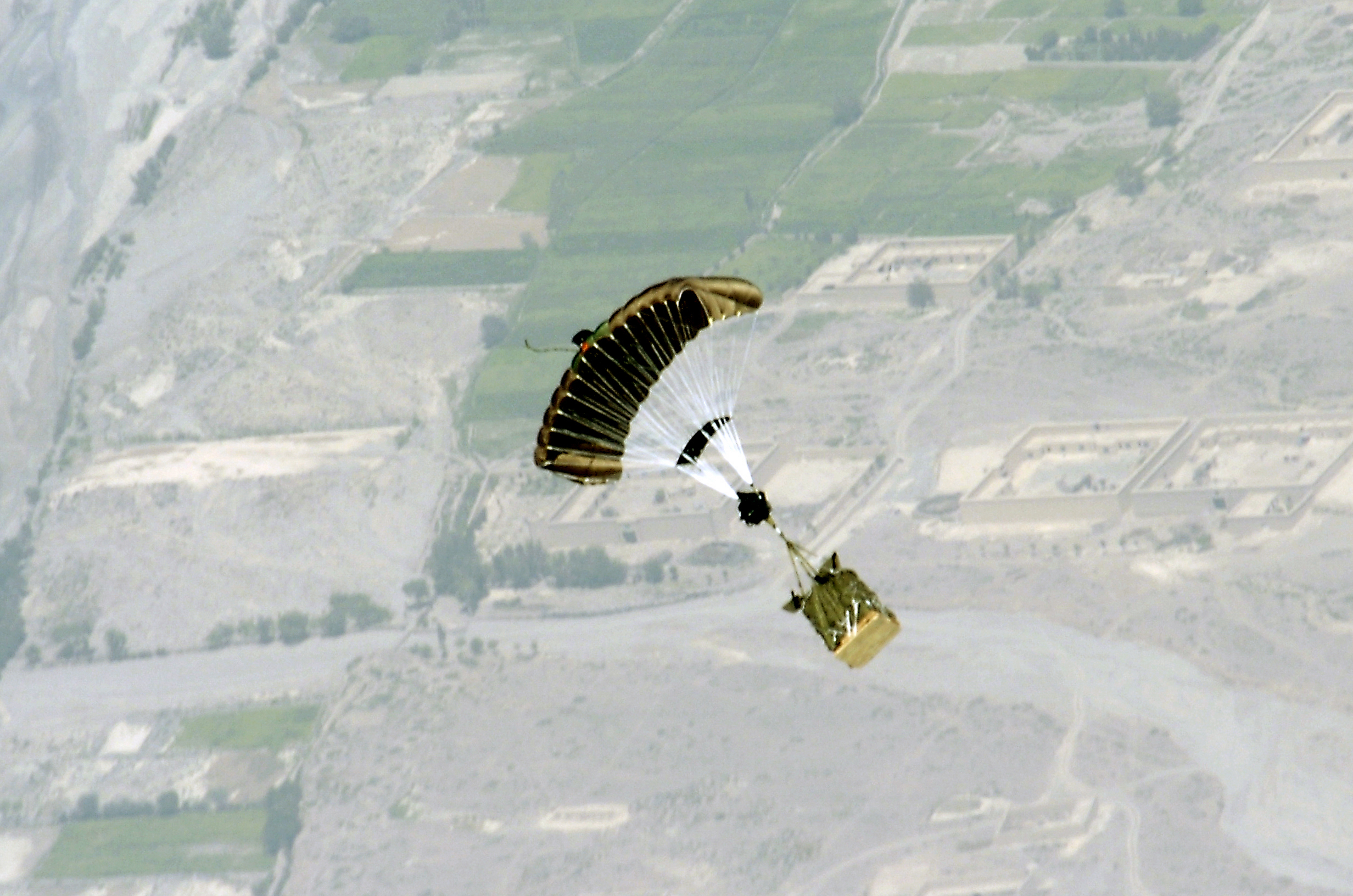
Ein JPADS über Afghanistan

Das JPADS ist ein Schwerlast-Abwurfsystem der US-Streitkräfte zur präzisen und autonomen Luftanlandung militärischer Lasten. Das System wurde seit 1997 entwickelt, um an einem Last-Gleitfallschirmsystem einen sicheren und präzisen Abwurf von Versorgungsgütern für militärische, aber auch humanitäre Zwecke aus großen Höhen zu ermöglichen, die in einer vorgeplanten Landezone angelandet werden sollen. Eingesetzt wird JPADS bei den US-Marines, der US-Army und der US Air Force.

## Aufbau

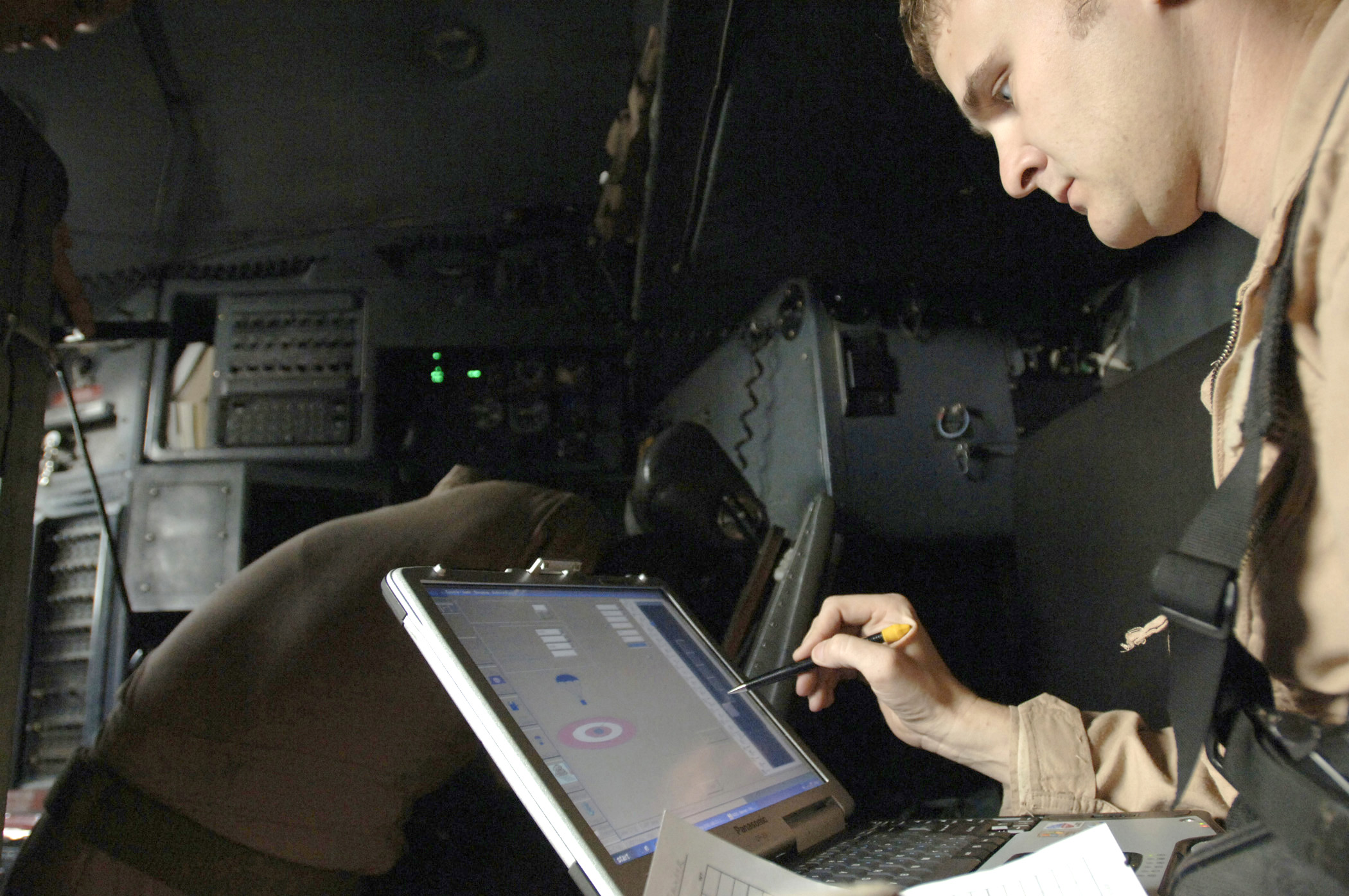
Ein Captain der US Air Force bedient die Einsatzplanungssoftware an Bord einer C-130 Hercules

Das System besteht aus einem Gleitfallschirm mit Frachtpalette, das mit GPS automatisch zu einer vorprogrammierten Landezone gelenkt wird. Die Airborne Guidance Unit (AGU) besteht aus der etwa 25 kg schweren Steuerungseinheit mit einem GPS-Empfänger, einem Computer, Batterien sowie zwei durch einen E-Motor angetriebenen Winden für die Steuerseile des Gleitschirms. Vor dem Abwurf wird der Abwurfpunkt mit Hilfe eines Computerprogramms berechnet, das den sich drehenden Höhenwind berücksichtigt. Nach dem Abwurf berechnet die AGU unter Berücksichtigung des GPS-Signals die aktuelle Position sowie den Weg zum Zielpunkt. In weiterer Folge werden die Steuerseile des Gleitschirms durch die Winden mit Geschwindigkeiten bis zu 1 m/s bewegt, um den Schirm ans Ziel zu lenken.
Als Grundlage zur Programmierung des Steuergeräts dient eine Einsatzplanungssoftware, die auf einem handelsüblichen Notebook läuft und mit der die Flugzeugbesatzung den anzufliegenden Absetzpunkt errechnet. Um die aktuelle Wetter- und Windlage im Einsatzgebiet zu erkunden, kann eine Wettersonde abgeworfen werden, um einen präzisen Abwurf zu errechnen. Nach Aussagen der US-Industrie wurden die ersten Systeme aufgrund der enormen Dringlichkeit schon an die Truppe ausgeliefert, als die erreichten CEP-Werte bei 100 m und darunter lagen. Dieser beschreibt den Radius um einen Punkt, in dessen eingeschlossener Kreisfläche 50 % aller Werte liegen.
Das System aus Gleitfallschirm sowie Steuergerät kann nach der Bergung wiederverwendet werden. Nur die den Aufprall der Last absorbierenden Paletten sind Verbrauchsmaterial. Die Gleitfallschirme unterliegen einer vorgegebenen Lebensdauer, nach der diese ersetzt werden müssen. Elektronik, Elektrik und Mechanik der Steuerbox werden – zum Teil mit zugehörigen Diagnosesystemen – vor dem neuerlichen Einsatz überprüft und die Batterien geladen. Inklusive Packen der Schirme soll die Vorbereitungszeit des Systems für einen neuen Einsatz zwischen 45 und 90 min liegen.

### Entwicklungsstufen und Realisierungsstand
Das JPADS-Programm ist auf vier Stufen ausgelegt. JPADS 2K mit 2.200 Pound (lb) bzw. 1.000 kg Nutzlast wird als ausgereifte Technologie angesehen. JPADS 10K mit bis zu 10.000 lb bzw. 4.545 kg hat diese Stufe noch nicht erreicht und befindet sich im Stadium der Einsatzerprobung. Noch in Industrie-Erprobung befinden sich die JPADS 30K-Systeme mit maximaler Belastbarkeit bis 30.000 lb bzw. 13.636 kg. Die letzte Ausbaustufe, die  JPADS 60K-Systeme mit 60.000 lb / 27.272 kg, befindet sich noch im Stadium der Forschung und Entwicklung. Weitere Entwicklungsziele sind eine höhere Reichweite – wobei vorerst 46 km als Ziel definiert wurden – sowie noch präzisere Landungen. Ersteres wird sich in fortschrittlicheren Schirmtechnologien manifestieren. Größere Genauigkeit wird sich noch am ehesten durch bessere Software und somit exaktere Steuerung erreichen lassen, wobei einige Hersteller mit der Reprogrammierbarkeit ihrer Systeme werben.

### Systemmodifikationen
Zudem verwendet das Air Mobility Command Teile aus dem JPADS-Programm, um auch Abwürfe mit Standardschirmen aus größeren Höhen für eine bessere Zielgenauigkeit zu erzielen. Um die Windverhältnisse in der Abwurfzone festzustellen, kann vor dem Drop eine Windsonde abgeworfen werden, die dem JPADS-Computer präzise Daten über die aktuellen Windverhältnisse liefert. Dieser errechnet dann einen Abwurfpunkt, um den festgelegten Zielpunkt für einen Rundkappen-Schwerlastschirm bei einer Flughöhe von 2500 m statt 250 m für das „original“ JPAS zu erreichen.

## Vorteile
Die Transportflugzeuge müssen damit Lasten nicht mehr aus niedrigen Flughöhen absetzen, sind daher besser vor Flugabwehr geschützt und können Nachschubgüter in unterschiedlicher Menge und Gewicht präzise am Ort des Bedarfs anlanden. Die Nachschubkette sowie die entsprechende Verringerung des Frachtumschlages an vorgeschobenen Versorgungspunkten wird durch den Lufttransport mit Transportmaschinen ab Verlasteflughafen bis zum Endverbraucher wesentlich beschleunigt. JPADS kann bei jedem Wetter und rund um die Uhr zum Einsatz kommen – auch bei „Null-Sicht“.

## Eingesetzte Systeme

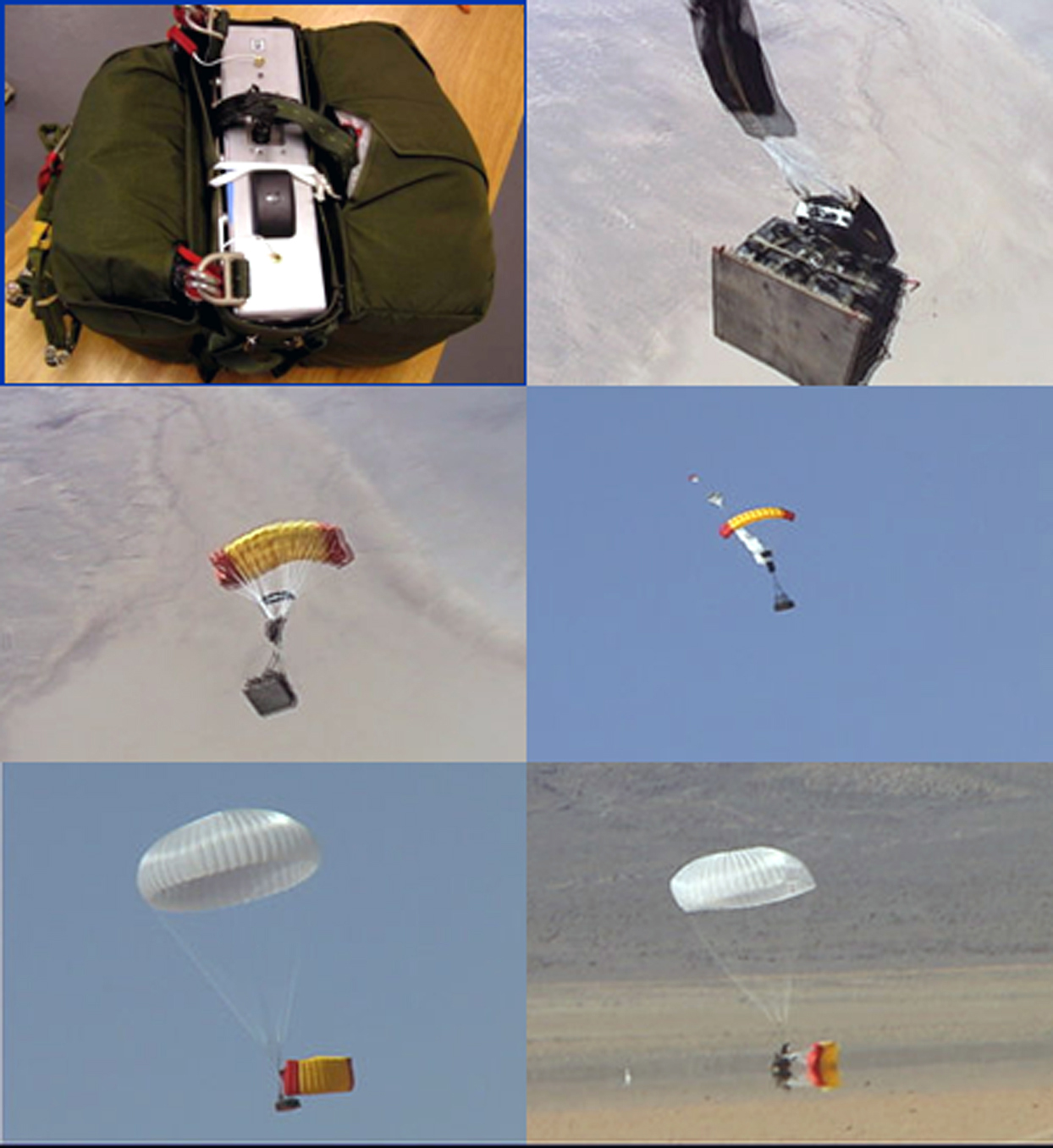
Das System in allen Phasen von Vorbereitung bis Landung. Vor der Landung entfaltet sich der Rundkappenfallschirm.

### Sherpa
Als eines der ersten Unternehmen lieferte die Mist Mobility Integrated Systems Technology Inc. mit dem „Sherpa“ ein funktionierendes System. Das US Marine Corps setzte das System erstmals im August 2004 im Irak ein. „Sherpa“ existiert in vier Varianten für Lasten von 46 bis 1.000 Kilogramm. Der Abwurf erfolgt in Höhen zwischen 2.450 Meter über Grund bis 8.080 m über Meeresspiegel. Das System erreicht Geschwindigkeiten bis 150 kn und legt Distanzen über 20 km bis zum Zielpunkt zurück. Erreicht wurde ein CEP-Wert von durchschnittlich 69 m bei Einsätzen im Irak. Das System verfügt über die Möglichkeit, Flugrouten abzufliegen, um z. B. Hindernissen auszuweichen, sowie über mehrere Landemodi und kann darüber hinaus bei Bedarf vom Boden aus übersteuert werden, um noch während des Fluges neue Zielkoordinaten zu übermitteln.

### Screamer
Screamer ist das JPADS des US-Fallschirmspezialisten Strong Enterprises für die US Air Force. Zwei Systeme werden angeboten; zentrales Element ist ein und dieselbe Steuerbox. Der Screamer 2K ist ausgelegt für Lasten von 320 bis 1.000 kg, kann aus Höhen zwischen 2.450 m über Grund bis 8.000 m über dem Meeresspiegel, bei Geschwindigkeiten zwischen 110 und 150 kn, abgeworfen werden und legt mit Gleitraten von 2:1 oder besser und Sinkgeschwindigkeiten von ca. 38 m/s bis zu 14 km Distanz zum Zielpunkt zurück. Screamer 2K wiegt 75 kg. Er besteht aus einem kleinen Stabilisierungsschirm, welcher die abgeworfene Palette in der richtigen Position hält um das Entfalten des 20,25 m² großen Ram Air Drogue (RAD)-Gleitschirms zu gewährleisten. Dieser arbeitet mit Geschwindigkeiten von bis zu 150 km/h, mit Sinkraten bis zu 26 m/s und die Flugzeit aus maximaler Höhe beträgt bis zu 390 s. Danach öffnet sich ein herkömmlicher Rundkappenfallschirm, an welchem die Last für die Landung auf 7 m/s abgebremst wird.
Reihenabwürfe mit bis zu acht 2K-Systemen in einem Überflug auf unterschiedliche Zielpositionen wurden demonstriert. Der Screamer 10K arbeitet mit Lasten zwischen 2.270 und 4.545 kg. Das System ist mit 363 kg erheblich schwerer, da der Gleitschirm 79 m² Fläche aufweist und für die Landung zwei Rundkappen mit je 30 m Durchmesser zum Einsatz kommen. Geschwindigkeit (145 km/h) und Sinkrate (21 m/s) sind etwas geringer als beim „2K“; dementsprechend kann die Flugzeit am Gleitschirm bis zu 435 s betragen. Reihenabwürfe mit bis zu vier 10K-Systemen in einem Überflug auf unterschiedliche Zielpositionen wurden demonstriert.

### Microfly,FireFly,DragonFly,MegaFly
Der US-Hersteller Airborne Systems ist Lieferant einer JAPADS-Systemfamilie für die US Army.
Microfly ist ausgelegt für Lasten von 45 bis 315 kg, FireFly für Lasten von 225 bis 1.000 kg, und das im operationellen Test befindliche DragonFly bietet eine Nutzlast von 2.200 bis 4.500 kg. Noch in Erprobung ist das Schwerlastsystem MegaFly, welches aus Höhen von 8.000 m abgeworfene Lasten bis 13.600 kg bis zu 40 km weit transportieren soll – was immerhin einer Gleitrate von 5:1 entspräche. Damit ist Airborne Systems auf dem Weg zur dritten Stufe des auf vier Leistungsklassen ausgelegte JPADS-Programms.

### SPADES
Das Smart Parafoil Autonomous Delivery System SPADES von Dutch Space/EADS ist das europäische Konkurrenzprodukt zu den bereits im Einsatz bzw. in fortgeschrittenem Stadium der praktischen Einsatzerprobung befindlichen US-Systemen. Das SPADES 1000 („2K“) System ist geeignet für Lasten von 100 bis 1.000 kg und soll im Einsatz einen CEP von 50 Metern erreichen. Die AGU von SPADES wiegt 22 kg und kann durch bis zu zwei ansteckbare Batterien zu je 4 kg unterstützt werden. Ein eingebauter Echtzeit-Windsensor soll die Notwendigkeit von akkuraten Messungen vor dem Abwurf eliminieren, für den Einsatz von SPADES reichen die Informationen aus einer Standard-Flugplanung. Das Missionsplanungstool von SPADES ist in der Lage, bis zu 15 individuelle Abwürfe während eines Fluges zu verwalten, wobei Änderungen von Ziel- und Wegpunkten bis wenige Minuten vor dem Abwurf vorgenommen werden können.